# Ascensión de Guarayos
Pour les articles homonymes, voir Ascensión.
Ascensión de Guarayos est une ville du département de Santa Cruz en Bolivie, et le chef-lieu de la province de Guarayos. Sa population est estimée à 18 816 habitants en 2010.